# Аден (аэропорт)
Международный аэропорт Аден (араб. مطار عدن الدولي‎) (ИАТА: ADE, ИКАО: OYAA) — международный аэропорт, расположенный в Адене, Йемен. Является старейшим аэропортом на Аравийском полуострове. До использования в качестве гражданского аэропорта аэродром был авиабазой Королевских ВВС Хормаксар, который открылся в 1917 году и перестал использоваться Королевскими ВВС в 1967 году. В 1970-х и 1980-х годах он использовался одновременно как гражданский аэропорт и авиабазой советских ВВС. Он продолжает использоваться в военных целях ВВС Йемена.

## История
Аэропорт был основан на территории бывшей базы Королевских ВВС Хормаксар, которая функционировала с 1917 по 1967 год. Позже, в 1970-х и 1980-х годах он служил базой советских ВВС. С 1971 по 1996 год он также был основным хабом авиакомпании Alyemda Yemen Democracy Airlines. Это второй по величине аэропорт Йемена после международного аэропорта Саны. Новый терминал был построен в период с 1983 по 1985 год и имеет пропускную способность в один миллион пассажиров в год. В 2001 году была завершена крупная реконструкция и расширение аэропорта, включавшая в себя строительство новой взлетно-посадочной полосы, способную принимать дальнемагистральные самолеты. В 2000 году завершено строительство новой диспетчерской вышки и здания управления аэропорта. Планы превратить этот аэропорт в региональный грузовой узел к 2004 году, по-видимому, провалились. Хотя строительство началось в январе 2003 года, к концу года управляющая компания распалась.
Во время гражданской войны в Йемене, и после захвата власти хуситами город Аден, включая его аэропорт, стал полем битвы. Битва за аэропорт Адена произошла 19 марта 2015 года, когда силы хуситов предприняли атаку на аэропорт, которая была отражена силами, верными президенту Абд-Раббу Мансуру Хади. Все рейсы были приостановлены на несколько месяцев из-за бомбардировок ВВС Саудовской Аравии в ходе операции «Буря Решимости».
22 июля 2015 года аэропорт был снова признан пригодным для эксплуатации, после чего,  в аэропорту приземлился саудовский самолет с гуманитарной помощью, ставший первым самолетом, приземлившимся в Адене за четыре месяца. Двумя днями позже приземлились еще два саудовских самолета с оборудованием, необходимым для возобновления авиарейсов, необходимых для доставки помощи в пострадавшую страну.
26 ноября 2015 года аэропорт ненадолго вновь открылся для гражданского использования после того, как был закрыт в течение 10 месяцев, первым стал рейс Yemenia, прибывший из международного аэропорта Аммана в Иордании. Обслуживание в течение следующих трех месяцев было спорадическим, но в конце февраля 2016 года стало известно, что аэропорт снова откроется для обычного коммерческого обслуживания после нескольких недель ремонта.
Блокада была возобновлена 21 февраля 2016 г.
Блокада была снята 14 ноября 2017 года, когда в международном аэропорту Адена приземлился первый коммерческий рейс. Рейсы были снова отменены на четыре дня (28–31 января 2018 г.), но возобновлены 1 февраля 2018 г.

## Военное использование
Аэропорт также является базой ВВС Йемена. В аэропорту базируется отряд 128-й эскадрильи. В состав эскадрильи входят в основном транспортные и боевые вертолеты (Ка-27, Ми-8, Ми-14, Ми-17, Ми-24, Ми-171).

## Авиакатастрофы и происшествия
- 10 апреля 1969 года самолет Douglas C-47A Ethiopian Airlines приземлился в Адене после того, как его угнали бойцы Фронта освобождения Эритреи. Один угонщик был застрелен маршалом авиации, а остальные были арестованы полицией Йемена.
- 22 февраля 1972 года угнанный Boeing 747-200 рейса 649 Lufthansa был направлен в аэропорт. После выплаты выкупа в размере 5 миллионов долларов все 187 заложников были освобождены на следующий день[14].
- 19 марта 1972 года рейс 763 EgyptAir потерпел крушение при подлете к международному аэропорту Аден. Все 30 пассажиров и членов экипажа, находившиеся на борту погибли.
- 16 октября 1977 года угнанный рейс 181 авиакомпании Lufthansa совершил заправку по пути в Могадишо, несмотря на попытку персонала аэропорта предотвратить его посадку. Капитан рейса был убит главарём угонщиком на стоянке в Адене.
- 1 марта 1977 года Douglas C-47A 7O-ABF компании Alyemda вскоре после взлета потерпел крушение в Красном море. Самолет выполнял регулярный пассажирский рейс. Все 19 человек, находившиеся на борту погибли[15].
- 1 апреля 1992 года рейс 637 Ethiopian Airlines был угнан и приземлился в аэропорту Адена. Угонщик, эфиоп, ищущий убежища, освободил пассажиров[16].
- 19 марта 2015 г. более 100 человек были эвакуированы из йеменского самолета, который должен был вылететь в Каир, когда за аэропорт вспыхнул бой между соперничающими элементами йеменской армии, вызвавший временное прекращение работы[17]. Боинг 747, использовавшийся в качестве президентского самолета, также был поврежден в результате обстрела во время боевых действий[18].
- 30 декабря 2020 года самолет с членами недавно сформированного правительства Йемена приземлился в международном аэропорту Адена из Саудовской Аравии. После приземления в аэропорту взорвались бомбы, после чего боевики открыли огонь. 25 человек были убиты и 110 ранены[19]. Премьер-министр Маин Абдул Малик Саид, посол Саудовской Аравии и остальные члены правительства, находившиеся в самолете, были доставлены в безопасное место.[20]. В нападении обвинили хуситов, но группировка отрицала свою участие[21].
- 30 октября 2021 г. 12 мирных жителей погибли в результате взрыва бомбы возле аэропорта[22].